# Henrik Gabriel Porthan
Henrik Gabriel Porthan (født 9. november 1739, død 16. marts 1804) var en finsk videnskabsmand og folkeopdrager. 
Porthan var først 
Universitetsbibliotekar, siden (1777) Professor eloquentiæ, hvorunder han inddrog lat. Sprog og Litt., »Lærdomshistorie« og Filosofi, ja Udlandets samtidige Politik. Den Tid, hvor P. virkede i Finland, benævnes med fuld Ret »den porthanske Periode«. Hans store Indflydelse som Lærer paa finsk akademisk Ungdom træder os ganske vist nu kun i Møde igennem den endnu levende Tradition og hans Elevers Memoirer; selv efterlod han af trykt meget lidt. Men der foreligger rigelige Vidnesbyrd om, hvorledes hans Virksomhed ved Univ. gik ud paa at samle alle Kræfter til fælles nationalt Arbejde; her som overalt staar han som Typen paa den Gruppe af Mænd fra 18. Aarh.’s Slutning, der forbandt aldeles loyale Følelser over for Sverige med et klart Blik for den finske Folkeejendommelighed, som anede, at Forbindelsen med Sverige havde varet sin længste Tid, og beklagede det, men indsaa Nødvendigheden af at opdyrke og indrette det finske Folk til ny Forhold. Han misbilligede den politiske Separatisme, som drev Sprengtporten til Forræderi mod Sverige, men hans Korrespondance med Mathias Calonius viser, hvor finsk han alligevel tænkte. 
Ganske i Traad hermed falder hans Virksomhed uden for Univ. Han var Medstifter af »Auroraforbundet« — det betegnende Navn paa den gryende Finskheds første store Sammenslutning — og redigerede dets »Tidningar« fra 1771—78 samt enkelte senere Aar, han stiftede »Litteraturtidningen« 1803, han blev et af de ivrigste Medlemmer af det ny »Husholdningsselskab« og sad i dets »Kartoffeludvalg«, han arbejdede i Strømrensningsdirektionen 1799, han foretog en vidtløftig Rejse for at undersøge Jordbundsforholdene af Hensyn til Udskiftningen. Som Videnskabsmand viede han hele sit Studium til Finlands Forhold, dets Fortid, Sprog, Litteratur og Geografi. Han er overalt Indlederen, som viser sine Elever og Efterfølgere Vejen, i Folkepoesien, Mytologien, leksikalsk, sproghistorisk (den første, som for Alvor optog Spørgsmaalet om de finsk-ugriske Sprogstammers Slægtskab), folkloristisk. Som Historiker stiftede han Skole, der bestod et halvt Aarh., og med Rette kaldes han »den finske Historieforsknings Fader«: i Geografi var han grundlæggende. Men hans Form gør ham for en stor Del ulæselig uden for Fagkredse; i sine videnskabelige Arbejder søgte han kun ved Afh. om »det finske Folks Tilstand, da Svenskevælden sikredes« (1788) og om »Finland paa Christian II’s Tid« (1800) at forene en læselig Form med det epokegørende Indhold. 
Den første Billedstøtte af P. (Sergel’s fra 1816) ødelagdes ved Åbo Univ.’s Brand; nu staar hans Monument, rejst ved Nationalsubskription og afsløret 1864, foran Domkirken i Åbo.